# Brighamia
Brighamia är ett släkte av klockväxter. Brighamia ingår i familjen klockväxter.
Kladogram enligt Catalogue of Life:
| Brighamia | \| \| Brighamia insignis \| \| \| \| \| \| Brighamia rockii \| \| \| \| |
|           | \| \| Brighamia insignis \| \| \| \| \| \| Brighamia rockii \| \| \| \| |
|           | Brighamia insignis                                                      |
|           |                                                                         |
|           | Brighamia rockii                                                        |
|           |                                                                         |

## Bildgalleri

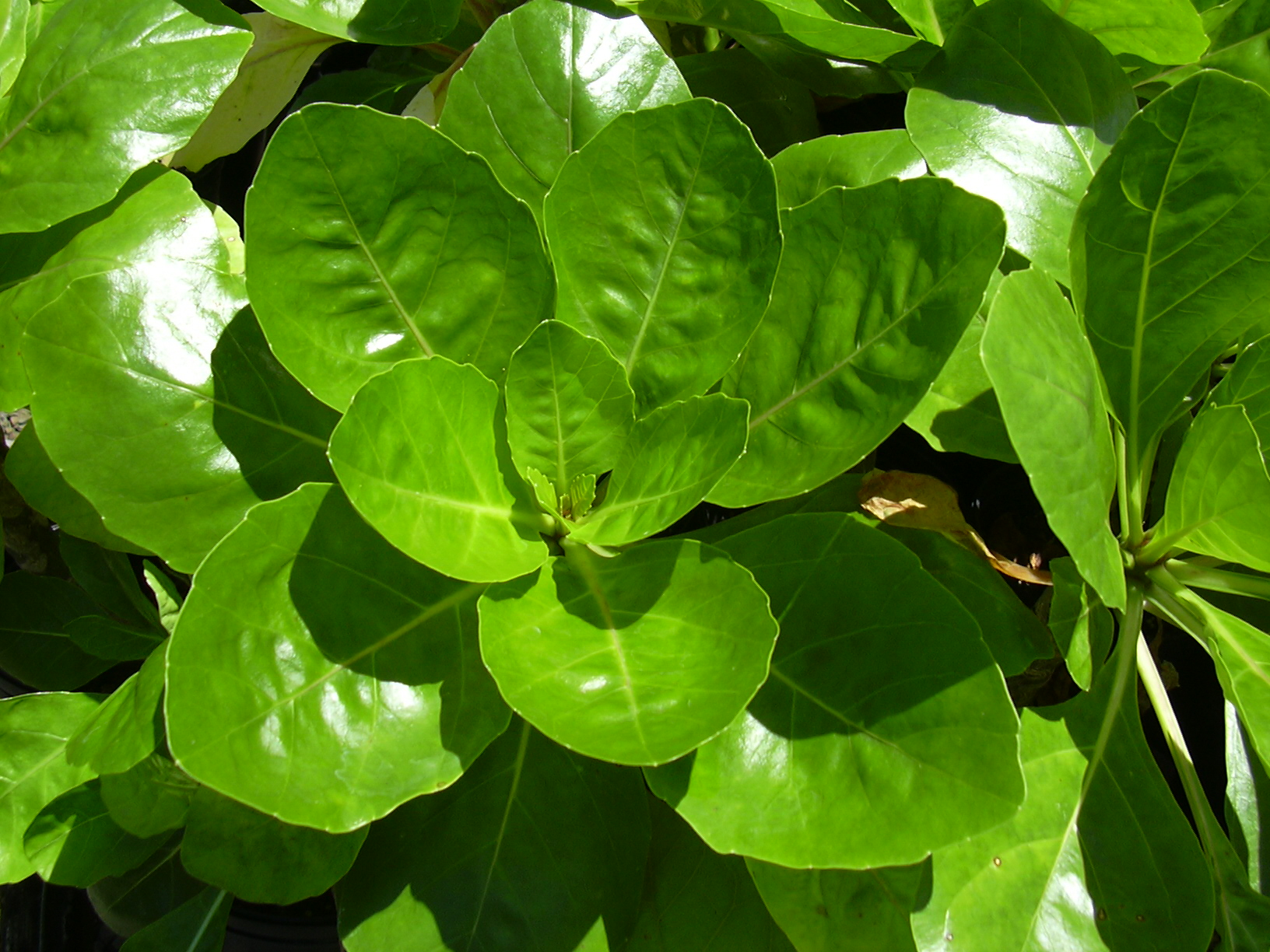